# Article (Arthropodes)
 (mai 2023).
La mise en forme du texte ne suit pas les recommandations de Wikipédia : il faut le « wikifier ».
Les points d'amélioration suivants sont les cas les plus fréquents. Le détail des points à revoir est peut-être précisé sur la page de discussion.
- Les titres sont pré-formatés par le logiciel. Ils ne sont ni en capitales, ni en gras.
- Le texte ne doit pas être écrit en capitales (les noms de famille non plus), ni en gras, ni en italique, ni en « petit »…
- Le gras n'est utilisé que pour surligner le titre de l'article dans l'introduction, une seule fois.
- L'italique est rarement utilisé : mots en langue étrangère, titres d'œuvres, noms de bateaux, etc.
- Les citations ne sont pas en italique mais en corps de texte normal. Elles sont entourées par des guillemets français : « et ».
- Les listes à puces sont à éviter, des paragraphes rédigés étant largement préférés. Les tableaux sont à réserver à la présentation de données structurées (résultats, etc.).
- Les appels de note de bas de page (petits chiffres en exposant, introduits par l'outil «  Source ») sont à placer entre la fin de phrase et le point final[comme ça].
- Les liens internes (vers d'autres articles de Wikipédia) sont à choisir avec parcimonie. Créez des liens vers des articles approfondissant le sujet. Les termes génériques sans rapport avec le sujet sont à éviter, ainsi que les répétitions de liens vers un même terme.
- Les liens externes sont à placer uniquement dans une section « Liens externes », à la fin de l'article. Ces liens sont à choisir avec parcimonie suivant les règles définies. Si un lien sert de source à l'article, son insertion dans le texte est à faire par les notes de bas de page.
- La présentation des références doit suivre les conventions bibliographiques. Il est recommandé d'utiliser les modèles {{Ouvrage}}, {{Chapitre}}, {{Article}}, {{Lien web}} et/ou {{Bibliographie}}. Le mode d'édition visuel peut mettre en forme automatiquement les références.
- Insérer une infobox (cadre d'informations à droite) n'est pas obligatoire pour parachever la mise en page.

Pour une aide détaillée, merci de consulter Aide:Wikification.
Si vous pensez que ces points ont été résolus, vous pouvez retirer ce bandeau et améliorer la mise en forme d'un autre article.
Pour les articles homonymes, voir Article.

Articles de la patte d'une araignée : 1. Coxa. 2. Trochanter. 3. Fémur. 4. Patela. 5. Tibia. 6. Metatarse. 7. Tarse. 8. Pretarse (Ongles).

En zoologie, on appelle article chacun des segments qui composent les appendices - pattes, antennes, palpes, etc. - des Arthropodes,.

## Étymologie
Le mot article dérive du latin articŭlus, qui signifie articulation, jointure des os (ou des membres), nœud (des doigts ou des plantes), partie, division,.

## Anatomie
Les Arthropodes se caractérisent par leur symétrie bilatérale, par la métamérisation, c'est-à-dire, la division de leurs corps en segments ou métamères, par leur appendices articulés, et par leur exosquelette. Chez la plupart des Arthropodes, les métamères sont différenciés, en matière de développement, de structure ou de fonction, ou en fonction des parties du corps qu'ils composent (tête, thorax et abdomen ; parfois, comme chez les Crustacés et les Arachnides, le deux premiers métamères fusionnent pour constituer un céphalothorax). Typiquement, tous les métamères qui composent leur corps, hormis l'acron (premier segment de la tête) et le telson, possèdent une paire d'appendices, articulés avec le corps, et constitués d'une succession de segments, les articles, articulés en eux, ce qui est précisément la caractéristique qui leur donne leur nom. Ces appendices, fondamentalement semblables entre eux, sont en principe destinés à la locomotion, mais au cours de l'évolution, d'une part, certains ont disparu, et d'autre part, ils se sont diversifiés pour remplir de nouvelles fonctions. Les appendices s'articulent avec le métamère au niveau d'un segment compris entre le tergite et le sternite, et occupent une position latérale si ceux-ci sont également développés, mais se décalent ventralement si le sternite est plus réduit,.
Chaque appendice est normalement constitué par un nombre déterminé d'articles articulés entre eux et chacun mobile par rapport à l'article précédant grâce à des muscles qui lui sont propres. Par ailleurs, les articles des appendices peuvent se regrouper en sections fondamentales, qui représentent probablement la trace d'une subdivision primaire de l'appendice primitif des Arthropodes, à laquelle s'est superposée, au cours de l'évolution, une subdivision secondaire correspondant à la segmentation actuelle. A l'origine, l'appendice primordial devait être constitué par une pièce basale, le coxito, et par une autre distale, le télopode, qui très vite se serait subdivisée en deux sections, l'une fémorale et l'autre tibiale. Enfin, chacune de ces trois sections aurait évolué vers la structure actuelle en segments ou articles :
- coxito : procoxa, coxa et base ;
- section fémorale : preischium, ischium et mero ;
- section tibiale : carpe, propode et dactylus (doigt).

Dans les divers groupes d'Arthropodes, les segments correspondants ont été désignés avec des noms différents, et ces dénominations ont été conservées malgré le fait que leur équivalence a été démontrée. Le tableau qui suit fournit un relevé comparatif des homologies établies à l'heure actuelle, basé sur des études phylogénétiques et morphologiques comparées au sein des différentes classes d'Arthropodes. Certaines d'elles sont incertaines et ne sont pas complètement acceptées.
| Sections                    | Articles types          | Mérostomes                    | Arachnides                            | Crustacés                           | Diplopodes / Chilopodes           | Insectes                 |
| --------------------------- | ----------------------- | ----------------------------- | ------------------------------------- | ----------------------------------- | --------------------------------- | ------------------------ |
| coxito                      | precoxa - coxa base     | - coxa                        | - coxa                                | (precoxopode) coxopode basipode     | - coxa                            | (subcoxa) trocantin coxa |
| télopode (section fémorale) | preischium ischium mero | - préfémur fémur              | - trochanter fémur                    | (preischiopode) ischiopode meropode | (tochanter I) trochanter II fémur | - trochanter fémur       |
| télopode (section tibiale)  | carpe propode dactylus  | (rotule)+tibia tarse postarse | rotule/tibia basitarse tarse/prétarse | carpopode porotopode dactylopode    | tibia tarse prétarse              | tibia tarse prétarse     |